# Armenia, Kolumbija
Armenia (španska izgovarjava: [aɾˈme.nja]) je glavno mesto departmaja Quindio. Je srednje veliko mesto in del "kavnega trikotnika" s Pereiro in Manizalesom. Je eno glavnih središč nacionalnega gospodarstva in Kolumbijske osi gojenja kave. Posledično je bilo zgodovinsko središče Armenie leta 2011 imenovano kot del Unescove svetovne dediščine z naslovom "Coffee Cultural Landscape".

## Zgodovina
Mesto je 14. oktobra 1889 ustanovil Jesús María Ocampo, znan tudi kot Tigrero (v prevodu "morilec tigrov") zaradi njegove ljubezni do lova na jaguarje, lokalno znane kot tigri. Ocampo je prišel iz Anaimeja v Tolimi in iskal zavetje v gorah Quindío, ker je bežal pred generalom Gallom. Antoniu Herreri je plačal sto pesosov v zlatih kovancih za zemljišče, na katerem bi zgradil fondo ali trgovsko središče, ne samo zase, ampak tudi za druge koloniste, ki so prihajali iz Salenta, Antioquie, Manizalesa in okolice reke Quindío in reke La Vieja. Ocampo je nato nadaljeval s prodajo zemljišča za naselitev. Da bi spodbudil naselitev, se je Ocampo vrnil v Anaime, da bi prosil za pomoč svojega prijatelja Juana de la Cruz Cardona in se poročil s trinajstletno Arsenio Cardona. Šest mesecev po ustanovitvi, avgusta 1890, je Armenia dosegla 100 prebivalcev, kar ji je omogočilo pravno priznanje s strani vlade. Na ustanovnem sestanku mesta 14. oktobra 1889 je bilo predlagano ime Villa Holguín v čast Carlosu Holguínu Mallarinu, takratnemu predsedniku države. Vendar je bil predlog zavrnjen, ime Armenia pa je bilo dano na glasovanje in odobreno 30. novembra 1889. Zato prepričanje, da se je ime spremenilo v Armenia po istoimenski državi, v spomin na armensko ljudstvo, ki so ga pobili turški Osmani v pobojih v Hamidiji 1894–97 in pozneje armenskem genocidu 1915–23, ni utemeljeno, saj so se umori zgodili leta po tem, ko je bilo mesto že poimenovano, čeprav nekateri viri temu oporekajo. Medtem ko nekateri viri trdijo, da je najverjetneje, da je bilo mesto preimenovano po zgodovinskem kraljestvu Armenie.
Kljub hitro rastočemu gospodarstvu Armenie so bila prevozna sredstva še vedno zelo omejena. Glavna oblika prevoza ljudi in blaga je bila mula, zaradi goratega terena, ki obdaja mesto. Šele z izgradnjo prve asfaltne ceste – leta 1927 do Zarzala v departmaju Valle del Cauca – je bil promet izboljšan.
Danes mesto združuje svoj sodoben razvoj z vsemi tradicionalnimi načini dediščine svojih prednikov, kot je zgodovinska pot Liberator, pot, ki jo je kolumbijski osvoboditelj Simón Bolívar v 19. stoletju uporabljal za premikanje svoje vojske med zahodom države in Santa Fe de Bogotá med njegovo uspešno kampanjo za neodvisnost od Španije, trenutno ena od dveh najboljših turističnih destinacij v Kolumbiji. Zaradi imena mesto obiščejo tudi številni armenski turisti.
Ocenjuje se, da bo zaradi visoke potresne aktivnosti to območje vsakih 20 let prizadel velik potres z magnitudo približno 6–7. To je mogoče razložiti s Galapagos Triple Junction, ki je na severozahodnem vogalu Južnoameriške plošče, kjer se stikata Nazca plošča, Kokosova plošča in Pacifiška plošča.

### Potres leta 1999
V ponedeljek, 25. januarja 1999, se je v Quindíu zgodil potres ML = 6,2. Epicenter potresa je bil 17 km južno od Armenie. Potres je bil eden najbolj uničujočih dogodkov, ki se je zgodil v Kolumbiji v novejši zgodovini, z ocenjenimi 1900 žrtvami. Potres so čutili tudi v Risaraldi, Valle Del Cauca, Tolimi, Antioquii in Cundinamarci, vendar je bila Armenia najbolj prizadeto mesto. V samo 15 letih je bilo mesto obnovljeno in postalo ena najbolj obiskanih turističnih destinacij v Kolumbiji.

## Geografija
Mesto Armenia je 290 kilometrov jugozahodno od Bogote na nadmorski višini 1483 m. Geografske koordinate so naslednje: 4,3270° severne zemljepisne širine 75,4120° zahodne dolžine. Ima površino 121 km². Severno mesto meji na občinni Circasia in Salento, zahodno na mesto Montenegro, vzhodno na mesto Calarcá in južno z občino La Tebaida. Armenia je blizu središča Cordillere, približno 35 km od vrha linije gora. Podnebje mesta Armenija je raznoliko, povprečna temperatura se giblje med 18–23 °C.

## Gospodarstvo
Armenio pogosto imenujejo Ciudad Milagro (čudežno mesto) zaradi hitre urbane rasti in razvoja. Središče mesta vključuje peš cono v devetih blokih, obdano s trgovinami in restavracijami, skozi središče mesta in povezuje dva mestna trga. Glavna trgovina lokalnega gospodarstva še vedno temelji na proizvodnji kave, banan za kuhanje in banan. Na jugu mesta, ko se ta približuje nadmorski višini gladine morja, temperatura ne daje prednosti le kmetijskemu gospodarstvu Quindia, temveč tudi prenovljeni turistični industriji v obliki najemnih vil, tematskih parkov, eko-hotelov in centrov za družinski prosti čas, ne izključuje vedno priljubljene restavracij lokalne kuhinje, razstavnih centrov in podeželskih klubov, specializiranih za ribolov, tenis, golf, in druge športe. V okolici še vedno obstajajo številne tradicionalne plantaže, številni pa ponujajo nočitev z zajtrkom in pakete »ekoturizma«. Mesto ima sodobno mednarodno letališče International Airport El Edén z vsakodnevnimi povezavami do Bogote, Cartagene de Indias, Medellína in Fort Lauderdalea, zaradi česar je mesto priročna izbira za konference, srečanja, poslovne in družabne dogodke.

## Turizem in običaji
Prenovljena turistična industrija je aktivirala priljubljenost mesta in njegovih okoliških območij. Severno območje regije je vhod v narodni naravni park Los Nevados, kjer se najvišji vrhovi osrednje Kolumbije dvigajo do večnega snega na več kot 4500 metrih. Na strani Quindio ob vznožju tega narodnega parka leži dolina Cocora, kjer raste nacionalno drevo Kolumbije, voščena palma (in katere občina Salento je turistična destinacija, znana po svojih kulinaričnih dobrotah (ocvrta rečna postrv). Obrti in pohištvo iz Guadua (močna avtohtona bambusova palica), umetniške galerije in položaj kot boemsko središče regionalnih umetnikov je tudi znan. Turisti in pohodniki hodijo od tod, da bi dosegli razglede na park.
Muzej zlata Quimbaya, ki je severno od mesta, obiskovalcem ponuja odlično arheološko zbirko, ki ustreza predhispanskemu območju Cauca Medio. Muzej, ki ga je zasnoval arhitekt Rogelio Salmona, je bil nagrajen z nacionalno arhitekturno nagrado bienala 1986-87 in je bil razglašen za kulturno dobro naroda.
Mirador de la 19 o de la Secreta, Veliki ekološki park La Secreta, ki ga sestavlja armenska geološka prelomnica, poteka od Carrere 18 do reke Quindío in prečka mesto od juga do središča. Je rezervat favne in flore, kjer delujeta občinska arena in Center za zoonoze.
Viseči most Don Nicolás. Eden najlepših visečih mostov v Quindíu je Don Nicolás, čez reko Quindío, na stari poti Carrera 14 de Armenia v smeri sever-jug, pod parkom Uribe. Ta most so sprva zgradili sosedje, med njimi Don Vespasiano Jaramillo in Don Luis Hoyos. Naredili so most z jeklenicami in deskami iz avtohtonih dreves, ki so ga po naročilu Caldasove vlade nadomestili z večjim, ki ga je zasnoval nemški inženir Guillermo Lehder. To je isti most, ki danes, obnovljen in prilagojen, povezuje Armenio s Calarco in ohranja ime Don Nicolás.
Železniška postaja. Stara železniška postaja je bila zgrajena med letoma 1927 in 1930 za namestitev uprave, arhivov, statistike, uradov in skladišč kolumbijskih nacionalnih železnic, podružnic Pacific Railroad, Armenia-Cali-Buenaventura in Armenia-Nacedaos. Ohranjena je v 90 % prvotne gradnje. V njenih glavnih prostorih izstopajo kapiteli, vrata in okna iz kovanega železa. Okras tal, zlasti v glavnem vhodu, ima alegorijo republikanske dobe, pa tudi dvoje velikih osrednjih vrat, prav tako iz železa z zakovicami. Terasa je v svojih vogalih okrašena z betonskimi in mavčnimi školjkami.
Stavbo je Državni svet za spomenike leta 1989 razglasil za narodno dediščino. Zgrajena je v neoklasicističnem slogu iz republikanskega obdobja in ohranja nekaj bruhalnikov, ki predstavljajo živali. Ne opravlja več storitev železniške postaje, temveč javne knjižnice in sedežev nekaterih občinskih državnih uradov. Imenuje se tudi Metropolitanski kulturni center La Estación, zaradi svojega republikanskega sloga in dobrega stanja strukture je ena najbolj simboličnih zgradb v Armeniji.
Krajevna folklora je zastopana v dogodkih in tradicijah, ki so vidne med večino mestnih praznovanj, če naštejemo le nekaj:
Yipao (parada džipov): Po drugi svetovni vojni je Armenia dobila uvožena vozila džipov za splošno uporabo, da bi jih lahko uporabljali za težke poti. Vendar so bila ta stara vozila sprejeta tudi v tradicionalno parado, ki prevaža prevelike tovore kave, lokalnih kmetijskih proizvodov in ljudi.
Lepotno tekmovanje Chapoleras, s kostumi, ki prikazujejo tradicionalno obleko obiranja kave po modi poznega 19. stoletja in različne plese.
Vsako jesen La Asociacion Quindiana de Orquideologia gosti razstavo orhidej, odprto za javnost. To vključuje lokalno ocenjevanje s strani kolumbijskih sodnikov in pogosto mednarodno ocenjevanje American Orchid Society.

## Umetnost in obrt
Ta regija je bila v državi v začetku 20. stoletja splošno znana po proizvodnji posod za shranjevanje iz prazne posušene lupine sadja lokalne vrste neužitne buče, Cuyabra ali totumo, ki daje demonim cuyabrosa ljudem, rojenim v tem mestu. Danes jih v praktične namene ne proizvajajo več množično, saj so jih s trga izrinili cenejši materiali, kot je plastika, vendar se te tradicionalne posode še vedno proizvajajo in ročno barvajo.
Carriel je tradicionalna usnjena torbica, ki je simbol kulture paisa in zgodnje antiokvijske kolonizacije. Pogosto se uporablja pri tipičnih plesih in paradah, njena miniaturna različica pa se turistom prodaja kot spominek. Ročna dela iz cabuya (naravno vlakno, ki raste v listih rastlin iz rodu Furcraea) so pogosto videti.
Bambus guadua se pogosto uporablja pri ustvarjanju umetniških obrti, pohištva in stavb.

## Pobratena mesta
- ZDA Doral, Florida, ZDA[7]
- Bolivija La Paz, Bolivija